# Ångbåtsänder
Ångbåtsänder (Tachyeres) är ett släkte i familjen änder (Anatidae) med fyra arter som förekommer vid kusten av södra Sydamerika.

## Kännetecken
Arterna har nästan tappad sin flygförmåga men när de rör sig mycket snabbt, till exempel vid fara, använder de sina vingar. De rör vingarna ömsesidigt liksom en paddel och sprattlar mycket med vatten. Detta beteende påminner om en hjulångare vilket gav släktet sitt namn.

## Arter i släktet
- Långvingad ångbåtsand (Tachyeres patachonicus)
- Magellanångbåtsand (Tachyeres pteneres)
- Falklandsångbåtsand (Tachyeres brachypterus)
- Vithuvad ångbåtsand (Tachyeres leucocephalus)